# Slrn
slrn — клиент групп новостей с открытым исходным кодом, имеющий текстовый интерфейс. Изначально разрабатывался под Unix, но в данное время существуют версии и для других операционных систем, в том числе под Microsoft Windows.
slrn использует библиотеку S-Lang, благодаря чему имеет большие возможности по настройке и расширению. Название slrn — конкатенация S-Lang и read news (название программы-предшественника).